# تعلم اللغة بمساعدة الجوال
تعلم اللغة بمساعدة الجوال (MALL) وهو تعزيز وتعلم اللغة عن طريق الأجهزة المحمولة.
تعلم اللغة بمساعدة الجوال هو دمج لكل من التعلم عن طريق الهاتف المحمول (m-learning) وتعلم اللغة بمساعدة الكمبيوتر (CALL)، وتطورت MALL لدعم تعلم الطلاب للغة من خلال الاستخدام المتواصل لتقنيات الجوال كمشغلات MP3 و MP4 وأجهزة المساعد الرقمي الشخصي وأجهزة مثل iPhone أو iPad وعن طريق تعلم اللغة بالجوال يمكن للطلاب الوصول إلى موادهم التعليمية والتواصل مع معلميهم وأقرانهم في أي وقت وفي أي مكان.

## التاريخ
الثمانينات 1980s
- استخدمت Twarog و Pereszlenyi Pinter الهواتف لمساعدة متعلمي اللغة البعيدين بالمراجعة معهم ومساعدتهم عن بعد.

التسعينات 1990s
- قام المدرسون في جامعة بريغهام يونغ - بدورة تعليمية لتعلم اللغة الإنجليزية عن بعد من هاواي إلى تونغا عبر الهاتف والكمبيوتر (Green، Collier، & Evans، 2001)

2000s
- قدم الدكتور ديكي في (2001) دورة عن طريق المحادثة الهاتفية لتعلم ”التحدث باللغة الإنجليزية” للطلاب في كوريا الجنوبية.
- استخدم مختبر التعلم بجامعة ستانفورد الهواتف المحمولة الموحدة في برنامج تعلم اللغة الإسبانية في  عام 2001 (Brown، 2001).
- طور ثورنتون وهوسر (2002 ؛ 2003 ؛ 2005) العديد من المشاريع المبتكرة باستخدام الهواتف المحمولة لتعليم اللغة الإنجليزية في إحدى الجامعات اليابانية، كما طوروا نظام “التنظيم الإداري لدورات التدريبية” ، Poodle ، لتسهيل ونشر كآفة مواد تعلم اللغة عن طريق الهواتف المحمولة.
- قامت كلية ساوثهمبتون بإنجلترا  بتطوير «موقع إلكتروني» على الشبكة العنكبوتية تدعم خدمة رسائل الوسائط المتعددة (MMS) يشبه المواقع التقليدية ولكنه يدعم خدمة الرسائل القصيرة (SMS) وتزويد متعلمي اللغة الإنجليزية كلغة ثانية (ESL) بهواتف محمولة مع كاميرات مدمجة ومرافق تسجيل صوتي (JISC ، 2005).
- عقدت جامعة ويسكونسن - ماديسون العديد من دورات تعلم اللغات الأجنبية بواسطة أجهزة كمبيوتر محمولة لإستعمالها لأنشطة الفصول الدراسية المختلفة في عام  (Samuels ، 2003).
- زودت جامعة Duke جميع الطلاب الجدد بأجهزة iPod مجانية ومجهزة بمسجلات صوتية، ومن بين الدورات التجريبية المقدمة كانت هناك العديد من دورات تعلم اللغة، والتي عززت من قدرات الاستماع والتدوين الخاصة بهم (Belanger ، 2005).
- استخدمت الجامعة المفتوحة في المملكة المتحدة مسجلات الصوت وكاميرات الفيديو المصغرة لتسجيل المقابلات مع الطلاب والسكان المحليين الآخرين لإقامة دورات سمعية وبصرية عن بعد لتعلم اللغة الألمانية والإسبانية. (Kukulska-Hulme، 2005). وتستخدم الجامعة المفتوحة الهواتف المحمولة لتعلم اللغة. (Kukulska-Hulme، 2005). .[3]
- استخدم مشروع في أيرلندا ”تعلم اللغة عن طريق الجوال” “MALL” لتعلم وتقييم اللغة الأيرلندية [4][5]
- استخدمت رابطة (The le@rning (TLF الإندونسية  “تعلم اللغة بمساعدة الجوال” لتعلم اللغة الإندونيسية عبر ثلاث ولايات [6][7]

## المزايا والعيوب
يوفر تعلم اللغة من خلال MALL أساليب غير موجودة في الفصول الدراسية التقليدية، كتمكينه للمتعلمين للوصول لتعلم في أي وقت و  في أي مكان يتواجد فيه استقبال شبكي، وهذا يمكّن المستخدمين من صقل المهارات اللغوية قبل التحدث باللغة التي يتعلمونها أو بعدها مباشرة، ويوفر التعلم عن بعد أساليب جديدة للتعلم التعاوني حيث يمكن للمستخدمين للمشاركة في تعلم اللغة في مجموعات صغيرة تتعلم جميعها في قت محدد.
وضعت أكادمية كلوبر (2002) خمس خصائص للأجهزة المحمولة يمكنها أن  تخلق مزايا تعليمية فريدة وهي:
- التنقل السلس بسبب الحجم الصغير للأجهزة المحمولة سهل على المتعلمين استخدامه بشكل سهل وايضاً دون التقيد بمكان واحد لتعلم.
- يمكن المتعلمين عن بعد بتبادل المعلومات وتعزيزها فيما بينهم كأنهم على أرض الواقع ووجهاً لوجه.
- يمكن للأجهزة المحمولة لدقتها أن تجمع وتحاكي البيانات والاستجابة لها بشكل فريد للموقع والبيئة وكذالك الوقت.
- التواصل من خلال شبكة مشتركة هي إحدى مميزاته ويمكن إنشاء شبكة مشتركة عن طريق توصيل الأجهزة المحمولة بأجهزة جمع البيانات أو الأجهزة الأخرى أو بشبكة عامة يشترك فيها كل المتعلمين.
- التعلم الفردي ويمكّن ذالك المتعلم بأن يخصص أنشطته بنفسه للأنشطة الصعبة على حسب مايريد.

ويعد ضعف جودة الصوت وقلة الأجهزة الداعمة لتعلم عن بعد وسرعات الإنترنت البطيئة أهم عيوب MALL “تعلم اللغة بالجوال” وقد عزز المساعد الرقمي “PDA” بتضييق الفجوة بسماح للوصول لتعلم بسرعة معقولة وبشاشات كبيرة وبقدرات مشابهة للحواسيب المحمولة (Nah, et al. 2008)، ومنذ أيام المساعد الرقمي الذي تم إبداله بالإجهزة المحمولة الذكية وخصوصاً تلك التي تعتمد على نظامي iOS وAndroid ، فحان لنا الوقت بسببها أن نتنفس الصعداء لأننا لم نعد نعاني من تلك المشاكل السقيمة المذكورة أعلاه.